# Transport Alacant Metropolità
El Transport Metropolità d'Alacant (TAM) és el sistema de transport metropolità que presta servei a l'àrea metropolitana de la ciutat d'Alacant des de 1999. Aquest sistema integra l'autobús i el tramvia als termes municipals d'Alacant, Sant Vicent del Raspeig, Sant Joan d'Alacant, Mutxamel i el Campello, format per cinc línies del TRAM Metropolità d'Alacant i 36 línies d'autobús.
Aquest sistema està finançat per l'Ajuntament d'Alacant i la Generalitat Valenciana. L'explotació és mixta: els autobusos són explotats per l'empresa privada Subús, del grup Vectalia; mentre que FGV explota els tramvies.

## Línies de tramvia
| Línia   | Recorregut | Freqüència | Operador |
| ------- | --- | ---------- | -------- |
| Línia 1 | ESTELS - EL CAMPELLO Continua fins a Benidorm, però fora del sistema TAM                                        | 30 min     | FGV      |
| Línia 2 | ESTELS - HOSPITAL - UNIVERSITAT - SANT VICENT DEL RASPEIG Termes Municipals d'Alacant i Sant Vicent del Raspeig | 15 min     | FGV      |
| Línia 3 | ESTELS - ALBUFERETA - MUCHAVISTA - EL CAMPELLO Termes Municipals d'Alacant i el Campello                        | 30 min     | FGV      |
| Línia 4 | ESTELS - ALBUFERETA - CAP DE L'HORTA - PLATJA DE SANT JOAN Terme Municipal d'Alacant                            | 30 min     | FGV      |
| Línia 5 | PORTA DEL MAR - ALBUFERETA - CAP DE L'HORTA - PLATJA DE SANT JOAN Terme Municipal d'Alacant                     | 30 min     | FGV      |

## Línies d'autobús

### Urbans d'Alacant
Són gestionats per l'empresa Masatusa, propietat del grup Vectalia. En el llistat de les parades principals, les assenyales en negreta són els caps de línia (en les dues línies circulars, lògicament, només n'hi ha un, així com també per al bus turístic). És freqüent que les parades es repetisquen en sentit invers des de cada cap de línia, però sovint hi ha alguna diferència entre el recorregut d'anada i el de tornada.
| Línia | Capçaleres                                        | Capçaleres                                        | Parades principals | Observacions |
| ----- | ------------------------------------------------- | ------------------------------------------------- | --- | --- |
| 01    | Sant Gabriel                                      | Joan XXIII (1r Sector)                            | Miradors Joan XXIII 1r sector, Antonio R. Carratalá, Sta. Cruz de Tenerife, Hospital General, Xixona, Pl. d'Espanya, Calderón de la Barca, Alfons el Savi, Pl. dels Estels, Federico Soto, Lorenzo Casanova, Catedràtic Soler, Lorenzo Carbonell, Ramón G. Sempere, Pl. Fester Paco Botella, Ramón G. Sempere, Lorenzo Carbonell, Catedràtic Soler, Reis Catòlics, Federico Soto, Alfons el Savi, Sant Vicent, Pl. d'Espanya, Xixona, Hospital General, Sta. Cruz de Tenerife, Via Parc                                                                 | |
| 02    | La Florida                                        | Sagrada Família                                   | Lleida 6, Enrique Monsonís Domingo, Pl. Dr. Gómez de Ulla, Jovellanos, Pl. Porta de la Mar, Rambla Méndez Núñez, Alfons el Savi, Pl. dels Estels, Federico Soto, Lorenzo Casanova, Catedràtic Soler, Lorenzo Carbonell, Astrònom Comas Solà, Astúries 41, SCD Betis Florida – Sant Llorenç, Lorenzo Carbonell, Catedràtic Soler, Reis Catòlics, Teatre, Rambla Méndez Núñez, Pl. Porta de la Mar, Pl. d'Estella, Pare Esplá, Dr. Jiménez Cisneros | |
| 03    | Ciutat d'Assís                                    | Colònia Requena                                   | Maragda – Quars, Gastón Castelló, Mestre Alonso (Hospital General), Pl. d'Espanya, Calderón de la Barca, Alfons el Savi, Federico Soto, Maisonnave, Aguilera, Oriola, Victoriano Ximénez, Cefeu 6, Oriola, Aguilera, Maisonnave, Teatre, Sant Vicent, Pl. d'Espanya, Mestre Alonso (Hospital General), Gastón Castelló, Olivina | |
| 03N   | Plaça de la Lluna                                 | El Palamó                                         | Músic José Torregrosa 2, Gastón Castelló 68 II, Mestre Alonso – Hospital, Pl. d'Espanya 5, Alfons el Savi 16, Maisonnave 6, Aguilera 40, Oriola 72, Pl. de la Lluna, Oriola 59, Aguilera 35 – Mercat Benalua, Maisonnave 31 – Portugal, Alfons el Savi 37, Pl. d'Espanya 7 – Pl. Bous II, Mestre Alonso 154 – Hospital, Gastón Castelló – Tenerife | Línia nocturna. Circula únicament divendres, dissabte i el dia abans de festius. |
| 04    | Cementeri - Tanatori                              | Tómbola                                           | Verge del Puig 20, Divina Pastora, Rabassa, Sant Agustí, Colòmbia, Pintor Baeza, Pl. d'Espanya, Benito Pérez Galdós, Salamanca – Correus, Aguilera, Periodista Rafael Glez. Aguilar, Azorín, Ocaña, Zodíac, Riu Túria – Samaritana, Nou Cementeri, Pl. Cementeri 1, Vial dels Xiprers – Mina, Vial dels Xiprers – Xapa, (Arquitecte Miguel de Real,) Pl. de la Lluna II, Ocaña, SCD Betis Florida – Sant Llorenç, Periodista Rafael Glez. Aguilar, Aguilera, Salamanca, Benito Pérez Galdós, Xixona, Pintor Baeza, Sant Agustí, Rabassa, Divina Pastora | Les parades Riu Túria – Samaritana, Nou Cementeri, Pl. Cementeri 1, Vial dels Xiprers – Mina i Vial dels Xiprers - Xapa tenen servei només en un horari reduït. La parada Arquitecte Miguel de Real es fa quan les anteriors s'eviten. En aquest cas, Pl. de la Lluna II és cap de línia. |
| 05    | Esplanada                                         | Sant Agustí                                       | El Campello 2, Ciutat de Matanzas, Esportista Isabel Fernández, Maristes, Doctor Rico, Ciudad Real, Recaredo de los Ríos, Sant Joan Baptista, Salamanca – Correus, Maisonnave, Federico Soto, Alfons el Savi, Constitució – Pl. Ruperto Chapí, Esplanada d'Espanya, Rambla Méndez Núñez 7 – Portal d'Elx, Pl. Porta de la Mar, Rambla Méndez Núñez 12, Rambla Méndez Núñez 4-6, Alfons el Savi, Federico Soto, Maisonnave, Salamanca, Doctor Rico, Ciudad Real, Esportista Isabel Fernández, Ciutat de Matanzas, La Nucia                               | Les parades Rambla Méndez Núñez 7 – Portal d'Elx, Pl. Porta de la Mar i Rambla Méndez Núñez 12 només es fan a l'estiu. La resta de l'any, Rambla Méndez Núñez 4-6 és cap de línia. |
| 06    | Estació Central d'Autobusos                       | Joan XXIII (2n Sector)                            | Periodista Bas Mingot – AAVV, Serra de Cavalls, Joaquín Galant, Alonso Cano, Sant Mateu, Pl. de Pius XII, Calderón de la Barca, Alfons el Savi, Estació 22, Óscar Esplá, Estació d'Autobusos, Óscar Esplá, Estació de Tren, Alfons el Savi, Sant Vicent, Pl. de Santa Teresa, Pl. de Pius XII, Pare Esplá, Pintor Zuloaga, Alonso Cano, Vicente Mtz. Morellá, Ronda de Melilla | |
| 07    | Òscar Esplà                                       | El Rebolledo                                      | El Rebolledo (Passeig Major), Pol. les Talaies, C.P. Fontcalent, Pol. Pla de la Vall-llonga, Ctra. Ocaña, Oriola, Aguilera, Óscar Esplá, Aguilera, Oriola, Ctra. Ocaña, Pol. Pla de la Vall-llonga, C.P. Fontcalent, Pol. les Talaies, Lo Geperut | |
| 08    | Esplanada                                         | Mare de Déu del Remei                             | Advocat Pérez Mirete, Economista Germán Bernacer, Clot, Baronia de Polop, Novelda, Alcoi, Calderón de la Barca, Constitució – Pl. de Ruperto Chapí, Esplanada d'Espanya, Rambla Méndez Núñez, Sant Vicent, Pl. d'Espanya, Alcoi, Novelda, Economista Germán Bernacer, Ortega y Gasset | |
| 09    | Òscar Esplà                                       | Avinguda de les Nacions                           | Les Nacions – Vicente Ramos, Historiador Vicente Ramos, Miriam Blasco, Albufereta, Condomina, Pare Esplá, Pintor Zuloaga, Sant Mateu, Calderón de la Barca, Alfons el Savi, Estació de Tren, Óscar Esplá 37, Estació de Tren, Alfons el Savi, Sant Vicent, Pl. de Santa Teresa, Pl. de Pius XII, Pare Esplá, Dénia, Albufereta, Miriam Blasco, Historiador Vicente Ramos | |
| 10    | Esplanada                                         | Gran Via - Via Parc                               | Antonio Ramos Carratalá (Centre Comercial), Vicente Reyes, Pare Esplá, Sant Mateu, Poeta Zorrilla, Pl. de Santa Teresa, Calderón de la Barca, Esplanada d'Espanya, Rambla Méndez Núñez, Sant Vicent, Pl. de Pius XII, Pare Esplá, León de Nicaragua, Vicente Reyes, Bellea del Foc – José García Sellés | |
| 11    | Mare de Déu del Remei                             | Avinguda de Dénia                                 | Dénia – Jesuïtes, Antonio R. Carratalá, Cronista Vicente Mtz. Morellá, Baríton Paco Latorre, Turquesa, Maragda, Farmacèutic Agatángelo Soler, Economista Germán Bernacer, Valle Inclán, Ortega y Gasset, Pi Sant, Olivina, Rubí, Turquesa, Baríton Paco Latorre, Cronista Vicente Mtz. Morellá, Antonio R. Carratalá, Dénia – Jesuïtes, Dénia | |
| 11H   | Divina Pastora                                    | Hospital de Sant Joan                             | Hospital Sant Joan V, Dénia, Antonio R. Carratalá, Cronista Vicente Mtz. Morellá, Baríton Paco Latorre, Turquesa, Maragda, Farmacèutic Agatángelo Soler, Economista Germán Bernacer, Clot, Fortuny, Beat Dídac de Cadis 35, Fortuny, Clot, Valle Inclán, Ortega y Gasset, Pi Sant, Olivina, Rubí, Turquesa, Baríton Paco Latorre, Cronista Vicente Mtz. Morellá, Antonio R. Carratalá, Dénia – Jesuïtes, Dénia | No circula els caps de setmana i els dies festius. |
| 12    | Plaça dels Estels                                 | Sant Blai-Sant Doménec                            | Pl. Joan Pau II 20, Metge Ricardo Ferré, Raúl Álvarez Antón, Antonio Martín Trenco, Salamanca – Correus, Maisonnave, Federico Soto, Pl. dels Estels 17, Maisonnave, Salamanca, Antonio Martín Trenco, Raúl Álvarez Antón, Metge Ricardo Ferré, José Jornet Navarro – Pl. de la Solidaritat (Creu Roja) | |
| 13    | Esplanada                                         | El Palamó                                         | Músic José Torregrosa 2, Gastón Castelló, Farmacèutic Agatángelo Soler – Dr. Gascuñana, Vicente Alexandre, Pintor Baeza, Xixona, Pl. d'Espanya, Calderón de la Barca, Constitució – Pl. de Ruperto Chapí, Esplanada d'Espanya, Rambla Méndez Núñez, Sant Vicent, Xixona, Pintor Baeza, Vicente Alexandre, Pablo Neruda, Valle Inclán, Gastón Castelló, Els Porticons | |
| A     | Circular horària Porta de la Mar - Gran Via       | Circular horària Porta de la Mar - Gran Via       | Juan Bautista Lafora 2 – Porta de la Mar, Catedràtic Soler 34, Alcalde L. Carbonell 32 – IES Cabanilles, Dr. Jiménez Díaz 14, Dr. Jiménez Díaz – Teulada, Colòmbia – Hospital General II, Pl. Alcalde Agatángelo Soler 6, Dénia 81 – Col·legi Jesuïtes, Dénia – Canonge Penalva II | Circula únicament els dijous i els dissabtes no festius. |
| B     | Circular antihorària Porta de la Mar - Gran Via   | Circular antihorària Porta de la Mar - Gran Via   | Pl. Porta de la Mar I, Dénia – Canonge Penalva I, Dénia 98 – Col·legi Jesuïtes, Pl. Alcalde Agatángelo Soler, Colòmbia – Pintor Baeza, Dr. Jiménez Díaz – Nazaret, Alcalde L. Carbonell 27 – IES Cabanilles, Catedràtic Soler 29, Loring – Estació d'Autobusos | Circula únicament els dijous i els dissabtes no festius. |
| 16    | Plaça d'Espanya                                   | Mercat ambulant de Teulada                        | Dr. Jiménez Díaz – Teulada, Aureliano Ibarra, Alcoi, Pl. d'Espanya, Alcoi, Ceres, El Camp de Mirra | Circula únicament els dijous, els dissabtes i els dies de mercat a Teulada. |
| 17    | Barris Zona Nord                                  | Mercat ambulant de Teulada                        | Dr. Jiménez Díaz – Teulada, Colòmbia, Gastón Castelló, Olivina, Baríton Paco Latorre, Bas Mingot, Vicente Martínez Morellá, Pl. Castalla, Pedro Camacho, Bas Mingot, Baríton Paco Latorre, Maragda, Gastón Castelló, Colòmbia, El Camp de Mirra | Circula únicament els dijous, els dissabtes i els dies de mercat a Teulada. |
| 22    | Òscar Esplà                                       | Platja de Sant Joan                               | Av. de les Nacions, Costa Blanca, Palangre, Costa Blanca, Platja Albufereta, Platja Porta de la Mar, Rambla Méndez Núñez, Alfons el Savi, Óscar Esplá, Maisonnave, Teatre, Pl. Porta de la Mar, Platja Albufereta, Costa Blanca, Palangre, Camí del Far, Costa Blanca | |
| 22N   | Juan Bautista Lafora                              | Platja de Sant Joan                               | Av. de les Nacions, Costa Blanca, Trident, Palangre, Costa Blanca, Platja Albufereta, Jovellanos, Pl. Porta de la Mar, Platja Albufereta, Costa Blanca, Palangre, Costa Blanca, Camí del Far, Costa Blanca | Línia nocturna. Circula únicament divendres, dissabte i el dia abans de festius. |
| 27    | Òscar Esplà                                       | Urbanova                                          | Rafael Casasempere – Urbanova 3, Ctra. Saladar, Aigua Amarga, Estació Rodalia, Elx, Lorenzo Carbonell, Catedràtic Soler, Estels 8, Óscar Esplá 23, Catedràtic Soler, Lorenzo Carbonell, Elx, Estació Rodalia, Aigua Amarga, Ctra. Saladar | A algunes hores passa per EUIPO, Ciutat de la Llum i la N340. Quan és el cas, la parada d'Aigua Amarga s'evita (tant en un sentit com en l'altre). |
| 39    | Esplanada                                         | Centre de Tecnificació                            | Ramón Gilabert – Centre de Tecnificació, Camí Ronda – Piscines, Catedràtic Jaume Mas i Porcel, Mestre Gaztambide, Pablo Iglesias, Alfons X el Savi 15, Constitució – Pl. Ruperto Chapí, Esplanada d'Espanya, Rambla Méndez Núñez 4-6, Alfons el Savi, Belando, Mestre Barbieri, Catedràtic Jaume Mas i Porcel – Tossal, Foguerer José Romeu | |
| 191   | Pla Carolines                                     | Estadi José Rico Pérez                            | Estadi Rico Pérez, Pl. d'Amèrica II, Jaime Segarra 38, Pare Esplá 20, Pare Esplá 36, Gonzalo Mengual 15, Dr. Sapena 45, Pl. Dr. Gómez Ulla 3, Celia Valls 2, Joaquín Turina 6, Pl. d'Estella 6, Enginyer Canales 5, Pintor Zuloaga 1, Amadeu de Savoia 5, Pl. d'Amèrica – Pintor Baeza | Només circula en dies de partit. |
| 192   | Ciutat d'Assís                                    | Estadi José Rico Pérez                            | Estadi Rico Pérez, Alcoi, Pl. d'Espanya, Calderón de la Barca, Alfons el Savi, Maisonnave, Aguilera, Oriola, Víctor de la Serna, Victoriano Ximénez, Cefeu, Oriola, Aguilera, Maisonnave, Alfons el Savi, Alcoi | Només circula en dies de partit. |
| TURI  | Autobús turístic Porta de la Mar - Port d'Alacant | Autobús turístic Porta de la Mar - Port d'Alacant | Pl. Porta de la Mar – Platja del Postiguet, Ascensor Castell, MARQ (Museu Arqueològic d'Alacant), Rambla – Pl. Sant Cristòfol, Pl. d'Espanya, Mercat Central, Pl. dels Estels, Federico Soto – Pl. de Calvo Sotelo, Av. Maisonnave, Estació d'Autobusos, Av. Màrtirs de la Llibertat, Zona Volvo | |

### Interurbà
Els autobusos interurbans són gestionats per l'empresa Alcoiana del grup Vectalia. Aquestes línies estan integrades en el conjunt del TAM.
| Línia            | Capçaleres                  | Capçaleres              | Parades principals | Observacions |
| ---------------- | --------------------------- | ----------------------- | --- | --- |
| 21               | Òscar Esplà                 | El Campello             | Estació – Centre Social, Platja de Muchavista, Vil·la Marco, Platja de Sant Joan, Goleta, Platja de l'Albufereta, Platja del Postiguet, Porta de la Mar, Rambla Méndez Núñez, Maisonnave, Óscar Esplá 35, Maisonnave, Teatre, Porta de la Mar, Platja del Postiguet, Platja de l'Albufereta, Condomina, Platja de Sant Joan, Vil·la Marco, Platja de Muchavista                                                                                  | |
| 21N              | Porta de la Mar             | El Campello             | Estació – Centre Social, Platja de Muchavista, Vil·la Marco, Platja de Sant Joan, Goleta, Platja de l'Albufereta, Platja del, Postiguet, Pl. Porta de la Mar, Platja del Postiguet, Platja de l'Albufereta, Condomina, Platja de Sant Joan, Vil·la Marco, Platja de Muchavista | Només circula divendres, dissabte i el dia abans de festius. |
| 23               | Òscar Esplà                 | Sant Joan - Mutxamel    | Jaume II – Institut l'Allusser, Mutxamel, Sant Joan, Hospital de Sant Joan, Dénia, Jaume II, Alfons el Savi, Óscar Esplá, Alfons el Savi, Jaume II, Dénia, Hospital de Sant Joan, Sant Joan, Mutxamel | |
| 23N              | Porta de la Mar             | Sant Joan - Mutxamel    | Jaume II – Institut l'Allusser, Plaça Nova, Pol. el Salt, Rambla, Dénia, Jovellanos, Pl. Porta de la Mar I, Dénia, Pl. d'Espanya (Sant Joan), Pol. el Salt, Carlos Soler (Mutxamel) | Només circula divendres, dissabte i el dia abans de festius. |
| 24               | Estació Central d'Autobusos | Sant Vicent del Raspeig | Lillo Juan – Hospital de Sant Vicent, Ampla de Castelar, Universitat, Novelda, Alcoi, Calderón de la Barca, Alfons el Savi, Federico Soto, Óscar Esplá, Estació d'Autobusos, Óscar Esplá, Reis Catòlics, Federico Soto, Alfons el Savi, Sant Vicent, Alcoi, Novelda, Universitat, Ampla de Castelar | |
| 24N              | Porta de la Mar             | Sant Vicent del Raspeig | Lillo Juan – Hospital Sant Vicent, Ampla de Castelar, Ciutat Jardí, Universitat, Novelda, Alcoi, Calderón de la Barca, Rambla Méndez Núñez, Pl. Porta de la Mar, Rambla Méndez Núñez, Panteó de Quijano, Alcoi, Novelda, Universitat, Ciutat Jardí, Ampla de Castelar | Només circula divendres, dissabte i el dia abans de festius. |
| 26               | El Palamó                   | Tàngel                  | Ametler 56, Pi, Ronda Sant Vicent, Ctra. Tàngel, Variant del Palamó, Vicente Blasco Ibáñez, Músic José Torregrosa, Els Porticons, Variant del Palamó, Ctra. Tàngel, Ronda Sant Vicent, Ctra. Tàngel | |
| 30               | Sant Vicent del Raspeig     | L'Alcoraia              | Ctra. de l'Alcoraia – Camí Trinquet, L'Alcoraia, Els Monteros, El Verdegàs, La Canyada, Fàbriques, Els Tubs, Lillo Juan 137 – Hospital Sant Vicent, Els Tubs, Fàbriques, La Canyada, El Verdegàs, Els Monteros, Alabastre, L'Alcoraia | No circula els diumenges ni els dissabtes festius. |
| 31               | Mutxamel                    | Platja de Sant Joan     | Irlanda I, Platja de Sant Joan, Ctra. Benimagrell, Sant Joan, Pl. d'Espanya (Sant Joan), Pol. el Salt, Mutxamel, Jaume II – Institut l'Allusser, Mutxamel, Pol. el Salt, Rambla de Sant Joan, Sant Joan, Ctra. Benimagrell, Platja de Sant Joan | Només circula a l'estiu. |
| 35               | Hospital de Sant Joan       | Tàngel                  | Ametler 56, Dénia, Llar Provincial, Tarongina, Camí de Ferrandis, Escorpió – C.C. l'Almaixada, Hospital Sant Joan IV, Dénia, Llar Provincial, Tarongina, Camí de Ferrandis, Pintor Agrassot | |
| 36               | Sant Gabriel                | Universitat d'Alacant   | Universitat, Rabassa, Teulada, Dr. Jiménez Díaz, Oriola, Sta. Maria Mazzarello, Lorenzo Carbonell, Ramón G. Sempere, Joaquín Blume – El Palmeral, Ramón G. Sempere, Lorenzo Carbonell, Sta. Maria Mazzarello, Oriola, Dr. Jiménez Díaz, Teulada, Rabassa | Només circula de dilluns a divendres i només a l'hivern. |
| 38               | Albufereta                  | Universitat d'Alacant   | Universitat d'Alacant, Perú, Ronda Sant Vicent – Sant Joan, Hospital de Sant Joan, Pintor Pérez Gil, Costa Blanca, Condomina 5, Costa Blanca, Pintor Pérez Gil, Hospital de Sant Joan, Ronda Sant Vicent – Sant Joan, Perú | A l'estiu, evita les parades Perú (tant en un sentit com en l'altre) i Universitat d'Alacant i, en canvi, para a Ampla de Castelar (tant en un sentit com en l'altre) i a Lillo Juan – Hospital Sant Vicent (cap de línia). |
| C53              | Hospital de Sant Joan       | El Campello             | Cap de Palos – Cementeri, Sant Bartomeu, Germanies, Sant Ramon, N332 – La Font, N332 – Motel Abril, Benidorm, N332 – Sant Joan, Hospital de Sant Joan III, N332 – Benimagrell, N332 – Carrefour, N332 – Motel Abril, N332 – La Font, Sant Ramon, Germanies, Sant Bartomeu | |
| Alacant-Aeroport |                             |                         | Aeroport, Av. d'Elx (Aigua Amarga), Elx – EUIPO II, Av. d'Elx – Estació Rodalia, Av. d'Elx – Federico Mayo, Loring – Estació d'Autobusos, Pl. Porta de la Mar, Vázquez de Mella, Av. Alfons el Savi 12, Pl. dels Estels 17, Salamanca – Estació de Tren, Av. Óscar Esplá 3, Av. d'Elx – Federico Mayo, Av. d'Elx – Parc Gran Via Sud, Av. d'Elx 92 – Estació Rodalia, Av. d'Elx 109 (fàbrica d'alumini), Elx – EUIPO I, Av. d'Elx (Aigua Amarga) | |